# Asunder
Asunder — перший студійний альбом німецького металкор-гурту Heaven Shall Burn. Альбом було випущено у 2000 році лейблом Lifeforce Records.

## Список композицій
1. «To Inherit the Guilt» — 3:05
2. «Cold» — 4:20
3. «Betrayed Again» — 3:52
4. «Deification» — 5:11
5. «Pass Away» — 3:30
6. «Open Arms to the Future» — 2:55
7. «The Drowned and the Saved» — 4:07
8. «Where Is the Light» — 2:56
9. «Asunder» — 4:48
10. «The Fourth Crusade» — 4:52
11. «Battlecries» — 26:23

## Додаткова інформація
- Трек 10, «The Fourth Crusade» — кавер гурту Bolt Thrower, котрий оригинально звати «The IVth Crusade».[1]
- Трек 11 — кавер бельгійського металкор-гурту Liar з назвою «Battlecries» і містить після пісні 23 хвилини тишини.[1]